# Plattsburgh International Airport

i7
i11
i13
Der Plattsburgh International Airport (IATA-Code: PBG, ICAO-Code: KPBG) ist der Verkehrsflughafen der amerikanischen Kleinstadt Plattsburgh im US-Bundesstaat New York.
Aufgrund seiner Nähe zur kanadischen Millionenstadt Montreal bezeichnet sich der Flughafen selbst auch als Montreal's U.S. Airport.
Früher wurde der Flughafen unter der Bezeichnung Plattsburgh Air Force Base als Militärflugplatz genutzt und war die einzige ICBM-Basis östlich des Mississippi River.

## Lage und Verkehrsanbindung
Der Plattsburgh International Airport liegt vier Kilometer südwestlich des Stadtzentrums von Plattsburgh. Das Passagierterminal liegt an der New York State Route 22. Westlich des Flughafens verläuft außerdem die Interstate 87 und östlich des Flughafens der U.S. Highway 9.
Der Flughafen ist nicht in den Öffentlichen Personennahverkehr eingebunden.

## Geschichte

### Vorgeschichte
Am 30. Dezember 1814 kaufte die Bundesregierung rund 80 Hektar Land zur Errichtung der Plattsburgh Barracks. 1838 wurde zusätzliches Land gekauft und steinerne Baracken errichtet. Im Rahmen des Spanisch-Amerikanischen Krieges wurde die 21. Infanteriedivision im Juni 1898 nach Kuba verlegt. Die Truppen kehrten im September des Jahres zurück.
In der Zwischenkriegszeit war das 26th Infantry Regiment in den Plattsburgh Barracks stationiert. 1944 wurde das Gelände an die United States Navy übertragen und wurde zum Camp MacDonough, einer Schule für Offiziere. Von März 1946 bis 1953 wurde das Gelände als Unterkunft für Studenten genutzt.

### Plattsburgh Air Force Base
1953 ging das Gelände wieder in Bundesbesitz über und wurde in Plattsburgh Air Force Base umbenannt. Der erste Spatenstich für die neue strategische Air Force Base erfolgte am 29. Januar 1954, die Bauarbeiten begannen kurze Zeit später. Im gleichen Jahr wurde die Basis Teil des Strategic Air Command. Die Start- und Landebahn wurde fertiggestellt und am 7. November 1955 landete das erste Flugzeug. Die Betriebseinrichtungen wurden jedoch aufgrund mehrerer Baustopps und eines harten Winters erst im Jahr 1956 fertiggestellt.

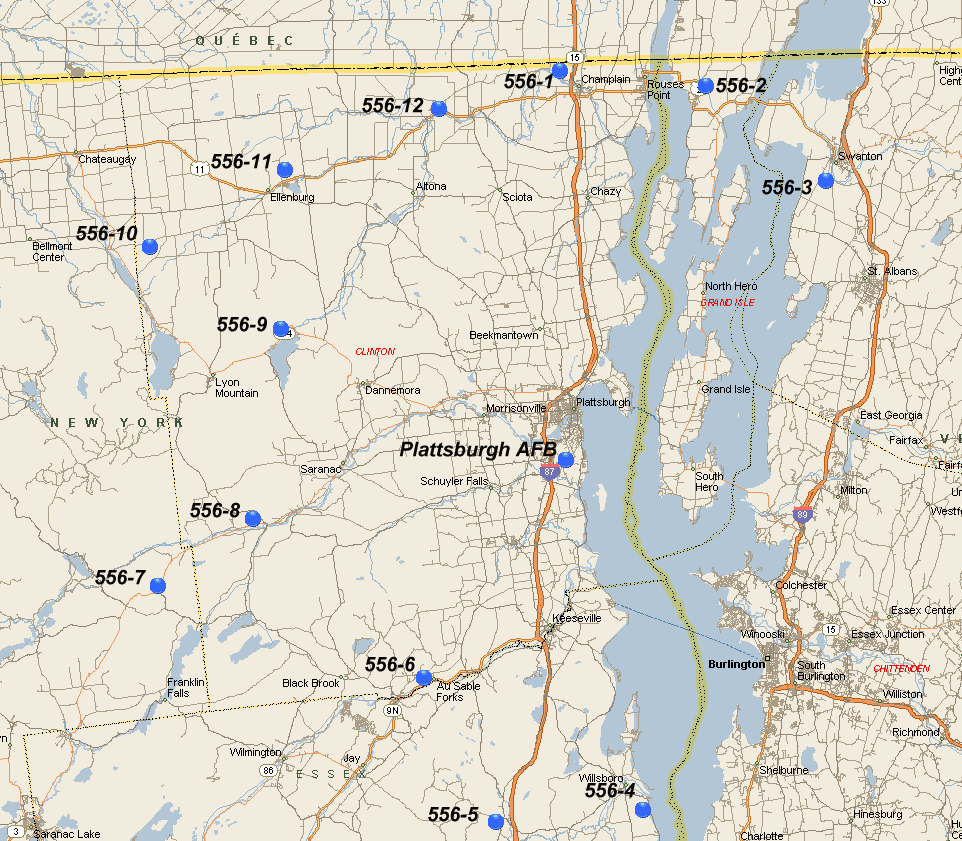
Atlas-F Abschussrampen

Die Plattsburgh Air Force Base wurde als eine der vier Haupt-Abschussbasen für Atlas-Interkontinentalraketen ausgewählt. Zwischen 1961 und 1963 wurden in einem 50-Meilen-Radius um die Basis zwölf Abschussrampen für Convair SM-65F Atlas-Raketen errichtet. Zwei dieser Rampen lagen im benachbarten US-Bundesstaat Vermont. Am 1. Oktober 1961 wurde das 556th Strategic Missile Squadron von der Dow Air Force Base in Maine nach Plattsburgh verlegt. Am 20. Dezember 1962 war die Einheit vollständig betriebsbereit, sie wurde jedoch am 25. Juni 1965 aufgelöst.
Später wurde die Plattsburgh Air Force Base zu einem möglichen Notlandeplatz des Space Shuttle bei einem Startabbruch.

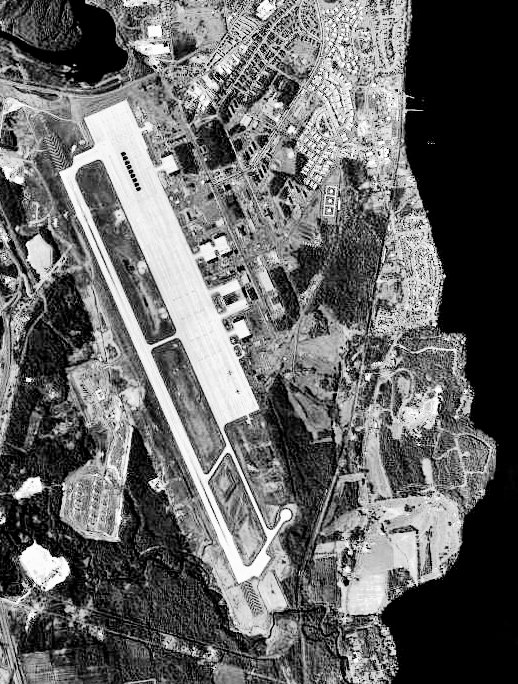
Die Air Force Base kurz vor der Schließung

Während der Beratungen der Base Realignment and Closure Commission (BRACC) 1991 wurde die Plattsburgh Air Force Base der Loring Air Force Base in Limestone im US-Bundesstaat Maine gegenübergestellt, letztlich wurde die Loring AFB geschlossen. Die Plattsburgh Air Force Base selbst wurde am 25. September 1995 gemäß dem Defense Base Realignment and Closure Act von 1990 und auf Empfehlung der Base Realignment and Closure Commission geschlossen.

### Plattsburgh International Airport
Nach der Außerbetriebnahme der Basis wurde die Plattsburgh Airbase Redevelopment Corporation gegründet, um das rund 20 Quadratkilometer große Gelände zu verwalten. Diese teilte das Gelände in 195 Parzellen auf.
Die Idee, auf dem Gelände einen neuen kommerziellen Flughafen zu eröffnen geht auf das Jahr 2000 zurück. Zu der Zeit befand sich die Start- und Landebahn jedoch noch im Besitz der United States Air Force. Die Plattsburgh Airbase Redevelopment Corporation und die Plattsburgh-North Country Chamber of Commerce bevorzugten die Eröffnung eines neuen Flughafens und die Schließung des alten Clinton County Airport. Seitens des Clinton County und der Bewohner wurde dem Plan zugestimmt.
Im September 2003 vergab die Federal Aviation Administration einen Zuschuss in Höhe von 624.000 US-Dollar an den Plattsburgh International Airport, um ein Passagierterminal zu errichten. Im November 2003 beinhaltete das Gesetz über die Finanzierung des Bundesverkehrs 2 Millionen USD zum Bau eines Passagierterminals. Im August 2004 erhielt man von der FAA außerdem einen Zuschuss zur Verbesserung der Sicherheit.
Im November 2004 stimmte der Kongress dafür, den Plattsburgh International Airport in das Essential-Air-Service-Programm aufzunehmen und Fördermittel in Höhe von 721.000 USD bereitzustellen.
Am 1. März 2005 beendete das Clinton County den Vertrag mit der Plattsburgh Airbase Redevelopment Corporation über den Betrieb des Plattsburgh International Airport. Der Flughafen erhielt im März 2005 1,6 Millionen USD aus Bundesmitteln für Bauarbeiten an der Start- und Landebahn. Für die Konstruktion des Passagierterminals erhielt der Flughafen im April 2005 weitere 2,6 Millionen USD aus Bundesmitteln. Das County erhielt im August 2005 500.000 USD aus Bundesmitteln für die Errichtung einer Zufahrtsstraße.
Der erste Spatenstich für die Errichtung des zivilen Flughafens erfolgte am 17. August 2005, die Eröffnung fand am 26. April 2006 statt. Am 27. April 2007 wurde das Passagierterminal mit einer Größe von 35.300 Quadratmetern eröffnet. Dieses verfügte über einen Flugsteig und eine Fluggastbrücke. Einige Monate später begann Allegiant Air, Flüge nach Fort Lauderdale durchzuführen. Im Juli 2013 begann PenAir, Plattsburgh im Rahmen des Essential Air Service-Programms mit Boston zu verbinden. 2014 begann man mit einer Erweiterung des Flughafens, diese hatte einen Gesamtumfang von 55 Millionen USD. Im Juli 2014 schrieb das Clinton County im Rahmen dessen die Erweiterung des Passagierterminals aus, der Auftrag hatte einen Wert von 36 Millionen USD. Die Terminalerweiterung wurde 2016 abgeschlossen. Im gleichen Jahr stellte die Regierung des Bundesstaates New York in einem Wettbewerb für Flughäfen im Upstate Fördermittel in Höhe von insgesamt 200 Millionen USD bereit. Im Januar 2017 gab der Gouverneur Andrew Cuomo bekannt, dass der Plattsburgh International Airport aus diesem Wettbewerb 38 Millionen USD für seine weitere Entwicklung erhält.
Bei einer Essential Air Service-Ausschreibung im Jahr 2018 wurde SkyWest Airlines ausgewählt. Ende April 2018 gab PenAir bekannt, die Flüge nach Boston trotz der Anweisung des Verkehrsministeriums, diese bis zum Beginn der SkyWest-Flüge Ende August fortzusetzen, mit dem regulären Auslaufen des Vertrages zum 30. Juni 2018 einzustellen. Kurze Zeit später gab PenAir bekannt, die Flüge bereits zum 1. Juni 2018 einzustellen. Am 29. August 2018 begann SkyWest Airlines, für United Express täglich zum Washington Dulles International Airport zu fliegen. Die Flüge wurden 2022 eingestellt.

## Flughafenanlagen

### Start- und Landebahn
Der Plattsburgh International Airport verfügt über eine Start- und Landebahn mit der Kennung 17/35, diese ist 3584 Meter lang, 61 Meter breit und mit einem Belag aus Asphalt ausgestattet. Die Landebahn 35 ist mit einem CAT I-Instrumentenlandesystem ausgestattet.

### Terminal
Der Flughafen verfügt über ein Passagierterminal mit vier Flugsteigen und einer gleichen Anzahl an Fluggastbrücken.

### Sonstiges
Der Flughafen verfügt über einen Kontrollturm am östlichen Ende des Flughafengeländes, aufgrund des geringen Flugverkehrs befindet sich dieser jedoch außer Betrieb.

## Fluggesellschaften und Ziele
Der Plattsburgh International Airport wird von den Fluggesellschaften Allegiant Air und Contour Airlines im Linienverkehr angeflogen. Allegiant Air fliegt nach Fort Lauderdale und Orlando–Sanford sowie saisonal nach St. Petersburg und Punta Gorda. Zusätzlich fliegt Contour Airlines im Rahmen des Essential Air Service nach Philadelphia.

### Verkehrsreichste Strecken
| Rang | Stadt                       | Passagiere | Fluggesellschaft                     |
| ---- | --------------------------- | ---------- | ------------------------------------ |
| 1    | Orlando–Sanford, Florida    | 13.390     | Allegiant                            |
| 2    | Washington–Dulles, Virginia | 12.520     | SkyWest/United Express (eingestellt) |
| 3    | St. Petersburg, Florida     | 7.570      | Allegiant                            |
| 4    | Fort Lauderdale, Florida    | 6.370      | Allegiant                            |
| 5    | Punta Gorda, Florida        | 850        | Allegiant                            |
| 6    | Bangor, Maine               | 40         | k. A.                                |

## Zwischenfälle
- Am 18. Juli 1957 fielen bei einer Boeing KC-97G mit der Registrierung 52-2737 während des Starts zwei von vier Triebwerken aus. Das Flugzeug stürzte in der Nähe von Port Kent in den Lake Champlain. Alle fünf Besatzungsmitglieder wurden getötet.[26]